# Gepils
Gepils és una masia situada al municipi de Pinell de Solsonès a la comarca catalana del Solsonès, amb l'actual construcció del segle xviii, però documentada l'any 1111. Està situada entre camps de cultiu a uns 300 metres a l'oest de la masia del Soler, a 500 metres al nord del barranc de Pinell.

## POUM
En el POUM del municipi de Pinell, es justifiquen les següents raons legals que n'aconsellen la recuperació i preservació:
- Paisatgístic: posició en el territori, visibilitat des dels recorreguts principals, integració en el paisatge.
- Mediambiental: l'estructura del medi rural del municipi es fonamenta en un sistema de masies gairebé equidistants que facilita l'explotació i control del medi. L'ocupació permanent de la masia facilitarà l'explotació agrícola i la preservació del medi. Primera residencia.
- Històric: època de construcció segle xvi. Raons històriques del seu enclavament i ús.
- Arquitectònic: Tipologia pròpia de la zona; elements constructius representatius.